# Boshof
Boshof is een klein dorp met 4000 inwoners, in de provincie Vrijstaat in Zuid-Afrika. Het dorp is gesticht in 1839 en is later vernoemd naar de tweede president van de Oranje Vrijstaat, Jacobus Nicolaas Boshoff. Het dorp heeft veel bezienswaardigheden, waaronder een Nederduits Gereformeerde Kerk uit 1874.

## Subplaatsen
Het nationaal instituut voor de statistiek, Stats SA, deelt sinds de census 2011 deze hoofdplaats in in 3 zogenaamde subplaatsen (sub place):
Boshof SP • Donkerhoek • Kareehof.